# Sommarsopp
Sommarsopp, Butyriboletus fechtneri är en sällsynt sopp med kort och tjock fot samt välvd och upp till 15 cm bred hatt. Den bildar mykorrhiza med ekar och bokar. Hattens färg är gulgrå och sporerna är gula.
Sommarsopp bör på grund av sin sällsynthet ej användas som matsvamp. Svampen kan förväxlas med bleksopp och bronssopp.